# André Pieters
André Pieters (Lendelede, Flandes Occidental, 10 de septiembre de 1922 - Izegem, 22 de febrero de 2001) fue un ciclista belga, que fue profesional entre 1945 y 1956. Especialista en las clásicas belgas, destacan sus victorias al Circuito Het Volk, el 1946, y la Kuurne-Bruselas-Kuurne, el 1947.

## #Palmarés
- 1945
  - 1º en el Circuito Mandel-Leie-Schelde
- 1946
  - 1º en el Circuito Het Volk
- 1947
  - 1º en la Kuurne-Bruselas-Kuurne
- 1949
  - 1º en la Bruselas-Izegem
  - 1º en el Circuito de Houtland
- 1950
  - 1º en el Scheldeprijs
- 1951
  - 1º en el Circuito de Houtland-Torhout
- 1952
  - 1º en la Bruselas-Izegem